# Хротти
Хротти (др.исл. Hrotta) — меч Сигурда (Зигфрида), найденный им вместе с другими сокровищами в логове убитого им дракона Фафнира, упоминается в «Старшей Эдде», «Младшей Эдде» и «Саге о Вельсунгах».

## История меча
Меч Хротти принадлежал Хрейдмару; его сын Фафнир, убив Хрейдмара, взял себе его Шлем-Страшило и меч: «Потом Фафнир взял принадлежавший Хрейдмару шлем и надел себе на голову, — а это был шлем-страшилище — все живое пугалось, его завидев, — и ещё взял меч Хротти».
После того, как Сигурд убил дракона Фафнира, а затем и Регина, своего воспитателя и брата Фафнира (испив крови Фафнира, Сигурд начал понимать зверей и птиц, и синицы сказали ему, что Регин задумал убить его из-за клада Фафнира, то есть золото (вира), которую заплатил Локи за убийство Отра), он направился в логово змея, укреплённое железом. В логове дракона Сигурд нашёл сокровища, среди которых были Шлем-Страшило, золотая кольчуга и меч Хротти: «Там Сигурд нашёл очень много золота и наполнил им два сундука. Там он взял шлем-страшило, золотую кольчугу, меч Хротти и много сокровищ и нагрузил всем этим Грани»; «Сигурд нашел там многое множество золота и меч тот Хротти, и там взял он шлем-страшилище и золотую броню, и груду сокровищ.»

## Название меча
Имя Хротти (Hrotta) обычно сравнивается с именем меча из «Беовульфа» — Хрунтингом (Hrunting).